# Marmerpaleis (Sint-Petersburg)

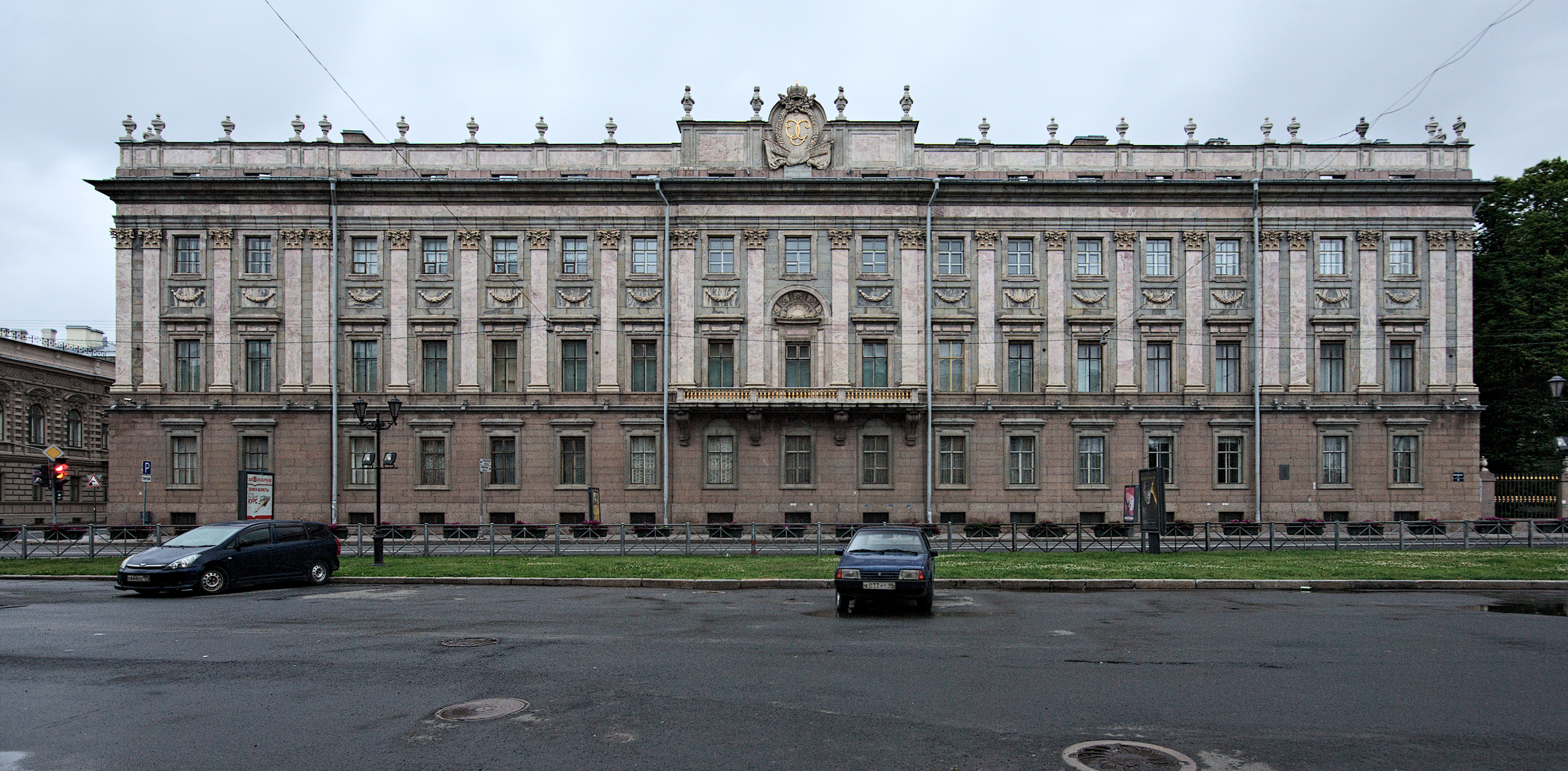
Het paleis gezien vanaf het Marsovo Polje

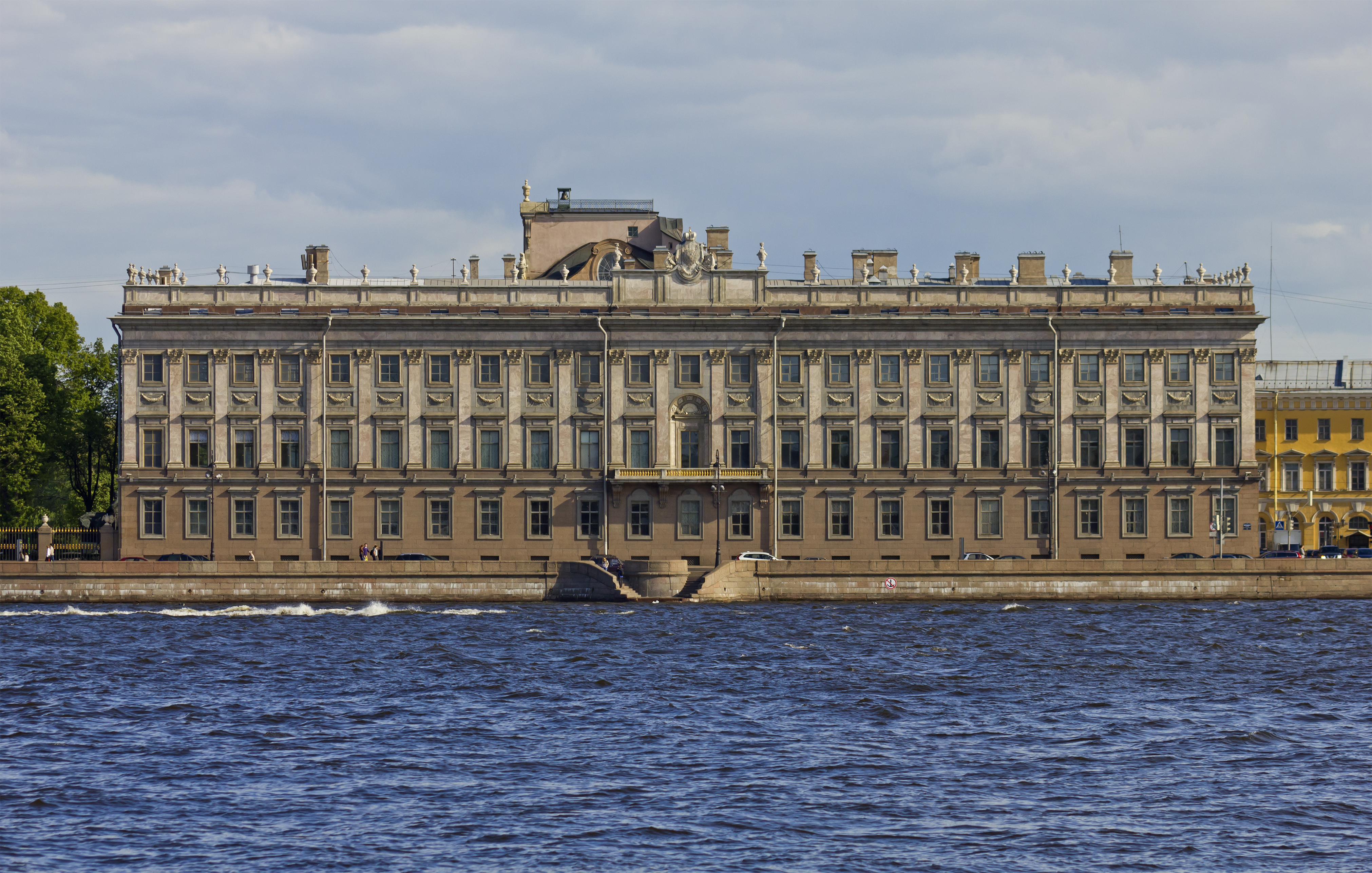
Het paleis gezien vanaf het water van de Neva

Het Marmerpaleis (Russisch: Мраморный дворец, Mramorny dvorets) is een van de eerste neoclassicistische paleizen in de Russische stad Sint-Petersburg. Het gebouw is gelegen tussen het Marsovo Polje (Marsveld) en de Paleiskade aan de Neva, enigszins ten oosten van het Nieuwe Michielpaleis.

## Ontwerp en pre-1917 eigenaars
Het paleis werd gebouwd door graaf Grigori Orlov, de favoriet van keizerin Catharina de Grote en de machtigste Russische edelman van de jaren 1760. De bouw startte in 1768 naar een ontwerp van Antonio Rinaldi, die eerder had geholpen met het versieren van het grote Paleis van Caserta bij Napels. De combinatie van weelderige versiering met streng classicistische monumentaliteit, zoals beoefend door Rinaldi, kan worden toegeschreven aan zijn eerdere werk onder Luigi Vanvitelli in Italië.
Het paleis ontleent zijn naam aan zijn weelderige decoratie in een breed scala van polychroom marmer. Een grove korrel Fins graniet op de begane grond is in subtiel contrast met het gepolijste roze Karelische marmer van de pilasters en witte Oeralmarmer van kapitelen en slingers. Panelen van geaderd blauwgrijs Oeralmarmer scheiden de vloeren, terwijl Tallinn-dolomiet werd gebruikt voor de versiering van ornamentele urnen. In totaal werden 32 uiteenlopende tinten van marmer gebruikt om het paleis te versieren.
Het plan van het gebouw is trapeziumvormig: elk van de vier gevels, hoewel strikt symmetrisch, heeft een ander design. In een van de gevels schuilt een verzonken binnenplaats. Tegenwoordig wordt de rechter gedomineerd door een stevige ruiterstandbeeld van Alexander III van Rusland, het bekendste werk van beeldhouwer Pavel Troebetskoj.
Fedot Sjoebin, Michail Kozlovski, Stefano Torelli en andere Russische en buitenlandse ambachtslieden versierden het interieur met ingelegde gekleurde stukken marmer, stucwerk, en beeldhouwwerken tot 1785, toen graaf Orlov uit de gratie viel bij de keizerin, die het paleis had gekocht voor haar eigen erfgenamen. In 1797-1798 werd het gebouw verhuurd aan Stanislaus August Poniatowski, de laatste koning van Polen. Daarna behoorde het paleis tot groothertog Constantijn Pavlovitsj en zijn erfgenamen van de Konstantinovitstak van de familie Romanov.
In 1843 besloot groothertog Constantijn Nikolajevitsj om het gebouw op te knappen en te hernoemen naar Constantijnpaleis en Alexander Brulleau aan te trekken als de architect. Een aangrenzende kerk en andere bijgebouwen werden volledig herbouwd, terwijl het interieur van het paleis gerenoveerd werd in overeenstemming met de eclectische smaak van de nieuwe eigenaar. Alleen de grote trap en de marmeren hal overleefden die aanpassingen en het verfijnde stucwerk en uitgebreide marmer van de originele inrichting van Rinaldi's bleef behouden.

## Gebruik tijdens de Sovjetperiode
Tijdens de Sovjetperiode gaf het paleis achtereenvolgens ruimte aan het ministerie van Arbeid (1917-1919), de Academie voor Materiële Cultuur (1919-1936), en, met name, het lokale hoofddeel van het in Moskou gevestigde Centraal (= Nationaal) Lenin Museum (1937-1991) met vestigingen in Leningrad.

## Huidige staat: een vestiging van het Russisch Museum
Het paleis herbergt permanente tentoonstellingen van het Russisch Museum, met name "buitenlandse kunstenaars in Rusland (18e en 19e eeuw)" en het "Ludwig-museum in het Russisch Museum", met schilderijen van Andy Warhol en andere popart-idolen.
- Gemeinsame Normdatei: 4623420-2
- Système universitaire de documentation: 112865860
- Virtual International Authority File: 172664971